# ACF Fiorentina
ACF Fiorentina (znany jako Fiorentina) – włoski klub piłkarski założony 29 sierpnia 1926 roku jako AC Fiorentina. Zespół ma siedzibę we Florencji, od sezonu 2004/2005 nieprzerwanie występuje w rozgrywkach Serie A.
Fiorentina jest jednym z najbardziej utytułowanych klubów w kraju – ma na koncie dwa tytuły mistrza kraju zdobyte w 1956 i 1969 roku, sześć Pucharów Włoch i jeden Superpuchar Włoch. W rozgrywkach międzynarodowych jest jedynym klubem w Europie, który zagrał w finałach czterech głównych turniejów klubowych. Zespół z Florencji zwyciężył w Pucharze Zdobywców Pucharów 1960/1961 pokonując w finałowym dwumeczu Rangers F.C. ponadto dotarł do finału Pucharu Mistrzów 1956/1957, w którym przegrał z Realem Madryt wystąpił w finale Pucharu UEFA (1989/1990) gdzie we „włoskim” dwumeczu poległ z Juventusem oraz zmierzył się z West Ham United w finale Ligi Konferencji Europy 2022/2023. Fiorentina to również finalista Ligi Konferencji Europy w sezonie 2023/24; w decydującym o triumfie meczu w tych rozgrywkach drużyna z Florencji uległa greckiemu Olympiakosowi 0:1.  
Drużyna domowe spotkania rozgrywa na Stadio Artemio Franchi liczącym 47 282 miejsc siedzących. Najczęściej występuje w fioletowych koszulkach, fioletowych spodenkach oraz fioletowych getrach. Klub posiada dwa przydomki – „Viola” (Fioletowi) oraz „Gigliati” (Liliowi). Od 2020 roku trenerem zespołu jest Giuseppe Iachini, natomiast funkcję kapitana drużyny pełni Germán Pezzella. Największymi rywalami klubu są Juventus F.C., A.C. Milan, Inter Mediolan, S.S. Lazio i AS Roma. Kibice Fiorentiny są natomiast w dobrych kontaktach z fanami Torino FC, Hellasu Werona i Modeny.
W 2001 roku ujawniono długi klubu sięgające 50 milionów USD. W 2002 roku Fiorentinę zdegradowano z powodu problemów finansowych do czwartej ligi, jednak od razu wywalczyła ona awans do trzeciej. Następnie dzięki reformom przeprowadzonym przez Włoski Związek Piłki Nożnej zespół przeniesiono do drugiej ligi, z której jeszcze w 2004 roku awansował do Serie A. W roku 2006 klub oskarżono o udział w aferze Calciopoli i zdegradowano do drugiej ligi. Po złożeniu odwołania Fiorentina pozostała w pierwszej lidze, jednak została ukarana karą punktową. Ostatecznie klub oczyszczono ze wszystkich zarzutów.

## Historia

### Początki
Klub został założony 26 sierpnia 1926 roku jako Associazione Calcio Fiorentina. Powstał w wyniku połączenia dwóch istniejących już wcześniej zespołów – CS Firenze i PG Fiorentina Libertas. Fuzji dokonał markiz Luigi Ridolfi, członek Narodowej Partii Faszystowskiej. Jego celem było stworzenie silnej drużyny, która mogłaby włączyć się do walki o mistrzostwo kraju. Początkowo Fiorentina rozgrywała mecze na stadionie mieszczącym się przy ulicy Bellini, ale w 1931 roku wybudowano dla klubu nowy obiekt noszący nazwę Stadio Comunale. W sezonie 1930/1931 zespół zwyciężył w rozgrywkach drugiej ligi i po raz pierwszy w historii awansował do Serie A. Do „Fioletowych” zakupiono kilku nowych piłkarzy, między innymi Urugwajczyka Pedra Petronego, zwycięzcę Mistrzostw Świata 1930. 20 września 1931 roku Fiorentina zadebiutowała w pierwszej lidze remisując 1:1 z Milanem. 15 listopada zawodnik Fiorentiny Alfredo Pitto wystąpił w meczu reprezentacji Włoch z Czechosłowacją, stając się pierwszym zawodnikiem „Violi” grającym w reprezentacji Italii. W swoim pierwszym sezonie w Serie A Fiorentina zajęła w końcowej tabeli czwartą lokatę zdobywając 39 punktów w 34 spotkaniach. Pozyskany przed sezonem Pedro Petrone zdobył podczas rozgrywek 25 goli i wspólnie z Angelem Schiavio z Bologni został królem strzelców ligi. W 1933 roku urugwajski napastnik odszedł do Club Nacional de Football, a najlepszym strzelcem „Fioletowych” stał się Vinicio Viani.
W sezonie 1934/1935 Fiorentina zakończyła rozgrywki Serie A na trzecim miejscu. Straciła pięć punktów do mistrza kraju – Juventusu i trzy punkty do wicemistrza – Ambrosiany-Interu. 16 czerwca 1935 roku „Viola” rozegrała swój pierwszy pojedynek z drużyną z innego kraju. W Budapeszcie wygrała 2:0 z Újpestem, a mecz odbył się w ramach rozgrywek Pucharu Mitropa. Pod koniec roku, 26 grudnia, Fiorentina zadebiutowała w Pucharze Włoch. W swoim pierwszym spotkaniu tego turnieju pokonała 8:0 Sestrese Calcio, co do dzisiaj pozostaje rekordowym wynikiem w tych rozgrywkach. Po serii dobrych występów w lidze i zajmowaniu wysokich miejsc w tabeli w sezonie 1935/1936 klub z Florencji uplasował się w Serie A na dwunastej pozycji, natomiast w sezonie 1936/1937 zajął w niej dziewiątą lokatę. Rozgrywki 1937/1938 Fiorentina zakończyła na ostatnim miejscu w tabeli i po raz pierwszy w historii spadła do drugiej ligi.

### Powrót do Serie A i wygrana w Pucharze Włoch
Pobyt Fiorentiny w Serie B nie trwał jednak długo, bowiem już w sezonie 1938/1939 „Viola” zajęła w niej pierwszą lokatę i powróciła do grona pierwszoligowców. Awans zapewniła sobie 28 maja 1939 roku, kiedy to wygrała 4:1 z Alessandrią Calcio. W sezonie 1939/1940 „Fioletowi” dopiero w ostatniej kolejce rozgrywek zapewnili sobie utrzymanie w Serie A. Podczas tych rozgrywek zespół osiągnął swój pierwszy poważny sukces – 15 czerwca 1940 roku wygrywając 1:0 z Genoą zapewnił sobie zwycięstwo w Pucharze Włoch. W kolejnych trzech latach drużyna w pierwszej lidze zajmowała kolejno czwarte, dziewiąte i siódme miejsce. Następnie wszystkie oficjalne rozgrywki piłkarskie we Włoszech zawieszono z powodu II wojny światowej. Po zakończeniu wojny rozgrywki ponownie wystartowały, a Włoski Związek Piłki Nożnej podzielił pierwszą ligę na dwie grupy – północną oraz środkowo–południową. Cztery najlepsze kluby z obu grup awansowały do rundy finałowej, jednak wśród nich nie znalazła się Fiorentina, która w swojej grupie zajęła piątą pozycję. W sezonie 1946/1947 system rozgrywek pierwszej ligi wyglądał już tak, jak miało to miejsce przed wojną. „Viola” zajęła w Serie A szesnaste miejsce i utrzymała się w lidze dzięki jednemu punktowi przewagi nad strefą spadkową. Od początku lat 50. Fiorentina zajmowała w lidze miejsca w górnej części tabeli, jednak w tym czasie ani razu nie znalazła się w najlepszej trójce Serie A. W sezonie 1951/1952 uplasowała się na czwartej pozycji, a taką samą lokatę zajęła także w sezonie 1953/1954, jednak wówczas zdobyła tyle samo punktów co trzeci Milan.

### Pierwsze mistrzostwo kraju i kolejne sukcesy
Przed sezonem 1955/1956 roku do włoskiego klubu zakupiono między innymi dwóch napastników – Brazylijczyka Julinho oraz Miguela Montuoriego, którzy od razu stali się ważnymi elementami drużyny. Oprócz nich o sile ofensywnej zespołu stanowił również Giuseppe Virgili. Fiorentina od ósmej kolejki rozgrywek prowadziła w tabeli i na pięć kolejek przed końcem zapewniła sobie pierwsze w historii mistrzostwo Włoch. „Viola” przez cały sezon wygrała 20 spotkań, trzynaście zremisowała i doznała tylko jednej porażki (w ostatniej kolejce sezonu z Genoą). Najlepszymi strzelcami klubu zostali Giuseppe Virgili oraz Miguel Montuori (odpowiednio 21 i 13 goli w 32 występach). Cztery kolejne sezony po wywalczeniu mistrzowskiego tytułu Fiorentina kończyła na drugich pozycjach w Serie A. W sezonie 1956/1957 jako pierwsza włoska drużyna dotarła natomiast do finału Pucharu Mistrzów, w którym przegrała jednak z Realem Madryt 0:2 po golach Alfredo Di Stéfano i Francisca Gento. Rok później Fiorentina dotarła do finału Pucharu Włoch, w którym doznała porażki 0:1 z S.S. Lazio.
Następnie rozpoczęły się lata 60. uważane za najlepszy okres w historii „Fioletowych”. W 1960 roku „Viola” znowu wystąpiła w finałowym spotkaniu Pucharu Włoch, jednak tym razem musiała uznać wyższość Juventusu, który zwyciężył 3:2 po dogrywce. Po czterech z rzędu wicemistrzostwach kraju, Fiorentina w sezonie 1960/1961 zajęła w lidze dopiero siódmą pozycję. Zdobyła jednak dwa inne trofea – Puchar Włoch dzięki wygranej z Lazio oraz Puchar Zdobywców Pucharów pokonując w dwumeczu Rangers. Do ćwierćfinału tego turnieju Fiorentina awansowała dzięki wolnemu losowi, następnie w ćwierćfinale pokonała FC Luzern, a w półfinale wyeliminowała Dinamo Zagrzeb. W 1962 roku włoska drużyna ponownie dotarła do finału Pucharu Zdobywców Pucharów, jednak tym razem rozpoczęła rywalizację od 1/8 finału. W niej wygrała z Rapidem Wiedeń, następnie pokonywała kolejno Dynamo Žilinę i Újpest, a w finale spotkała się z Atlético Madryt. Tym razem o zwycięstwie miał rozstrzygnąć jeden pojedynek na Hampden Park w Glasgow, jednak zakończył się on remisem 1:1. 5 września na Neckarstadionie w Stuttgarcie rozegrano więc rewanż, w którym 3:0 zwyciężyło Atlético. 2 lutego 1964 roku zawodnik „Violi” – Kurt Hamrin w meczu z Atalantą strzelił pięć goli i ustanowił pod tym względem nowy rekord pierwszej ligi włoskiej. W sezonie 1964/1965 Fiorentina zajęła w Serie A piątą pozycję, wystąpiła także w finale Pucharu Mitropa, w którym przegrała jednak z Vasasem. Rok później drużyna prowadzona przez Giuseppego Chiappellę po raz trzeci w swojej historii zdobyła Puchar Włoch eliminując w finale Romę, z którą wygrała 2:1 po dogrywce. Oprócz tego Fiorentina zwyciężyła także w Pucharze Mitropa, w finale którego pokonała czechosłowacką Jednotę Trenčín.
Okres w historii Fiorentiny nazywany „złotym dziesięcioleciem” zakończył się wraz ze zdobyciem drugiego mistrzostwa Włoch w sezonie 1968/1969. Trenerem drużyny był wówczas Argentyńczyk Bruno Pesaola. „Viola” wygrała szesnaście pojedynków, trzynaście zremisowała i podobnie jak miało to miejsce w sezonie, kiedy wywalczyła swój pierwszy tytuł mistrzowski – zanotowała tylko jedną porażkę. Na początku rozgrywek w tabeli prowadził AC Milan, a następnie pierwsze miejsce zajmowało Cagliari Calcio. Fiorentina na prowadzenie wysunęła się pod koniec sezonu, natomiast mistrzostwo zapewniła sobie dzięki wygranej 2:0 z Juventusem w przedostatniej kolejce rozgrywek. Najlepszym strzelcem „Fioletowych” został Mario Maraschi, który w trzydziestu pojedynkach zdobył czternaście goli.

### Debiut Antognoniego i kolejny Puchar Włoch

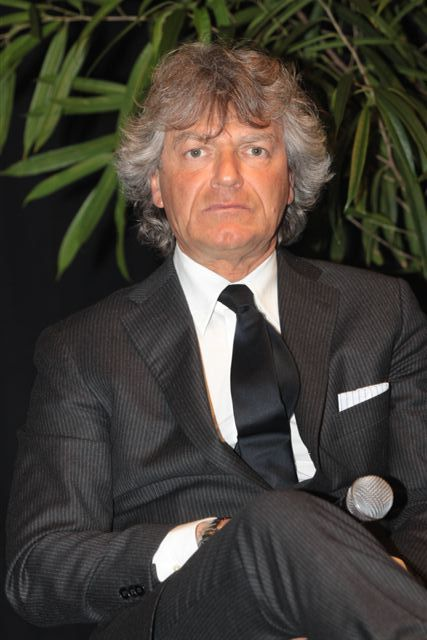
Giancarlo Antognoni grał we Fiorentinie przez piętnaście sezonów

Początek kolejnego dziesięciolecia Fiorentina rozpoczęła od zajęcia piątego miejsca w tabeli Serie A w sezonie 1969/1970. W Pucharze Mistrzów „Viola” zaczęła rywalizację od 1/16 finału, w której wyeliminowała szwedzki Östers IF Växjö wygrywając z nim 1:0 oraz 2:1. W kolejnej rundzie Fiorentina spotkała się z Dynamem Kijów. Mecz na Ukrainie zakończył się zwycięstwem gości 2:1, natomiast w rewanżu we Florencji padł wynik 0:0, co dało awans do kolejnej rundy „Fioletowym”. W ćwierćfinale Fiorentina została wyeliminowana przez Celtic F.C., który najpierw wygrał u siebie 3:0, a później awans do półfinału zapewniła mu przegrana tylko 0:1. W 1972 roku w drużynie „Violi” zadebiutował Giancarlo Antognoni, który na Stadio Comunale spędził piętnaście kolejnych sezonów i rozegrał dla swojego klubu 341 ligowych pojedynków. W tym samym roku Fiorentina przegrała w finale Pucharu Mitropa z obrońcą tytułu – bośniackim zespołem Čelik Zenica. 3 czerwca 1973 roku włoska drużyna wystąpiła w finale Pucharu Anglo-Włoskiego, w którym przegrała jednak 1:2 z Newcastle United. W sezonie 1974/1975 Fiorentina zajęła ósme miejsce w rozgrywkach ligowych, jednak po raz czwarty w historii wywalczyła Puchar Włoch. W finałowym pojedynku rozegranym na Stadio Olimpico w Rzymie „Fioletowi” pokonali Milan 3:2, a gole dla zwycięzców zdobywali kolejno Gianfranco Casarsa, Vincenzo Guerini i Paolo Rossi. W 1975 roku „Gigliati” odnieśli zwycięstwo w Pucharze Ligi Anglo-Włoskiej, a w finałowym dwumeczu dwukrotnie wygrali 1:0 z West Hamem United. Podczas rozgrywek włoskiej ligi 1976/1977 Fiorentina po raz pierwszy od piętnastu lat zajęła miejsce na podium i zakończyła ligowe zmagania na trzeciej pozycji. W kolejnym sezonie Fiorentina notowała już znacznie gorsze wyniki w Serie A i ostatecznie uplasowała się dopiero na trzynastej lokacie. Utrzymanie zapewniła sobie dzięki lepszej sytuacji bramkowej niż Genoa CFC i US Foggia, które mając tyle samo punktów co „Fioletowi” spadli do Serie B. W sezonie 1978/1979 Fiorentina powróciła do górnej części tabeli i zajęła w lidze siódme miejsce.

### Era Pontello i kłopoty drużyny

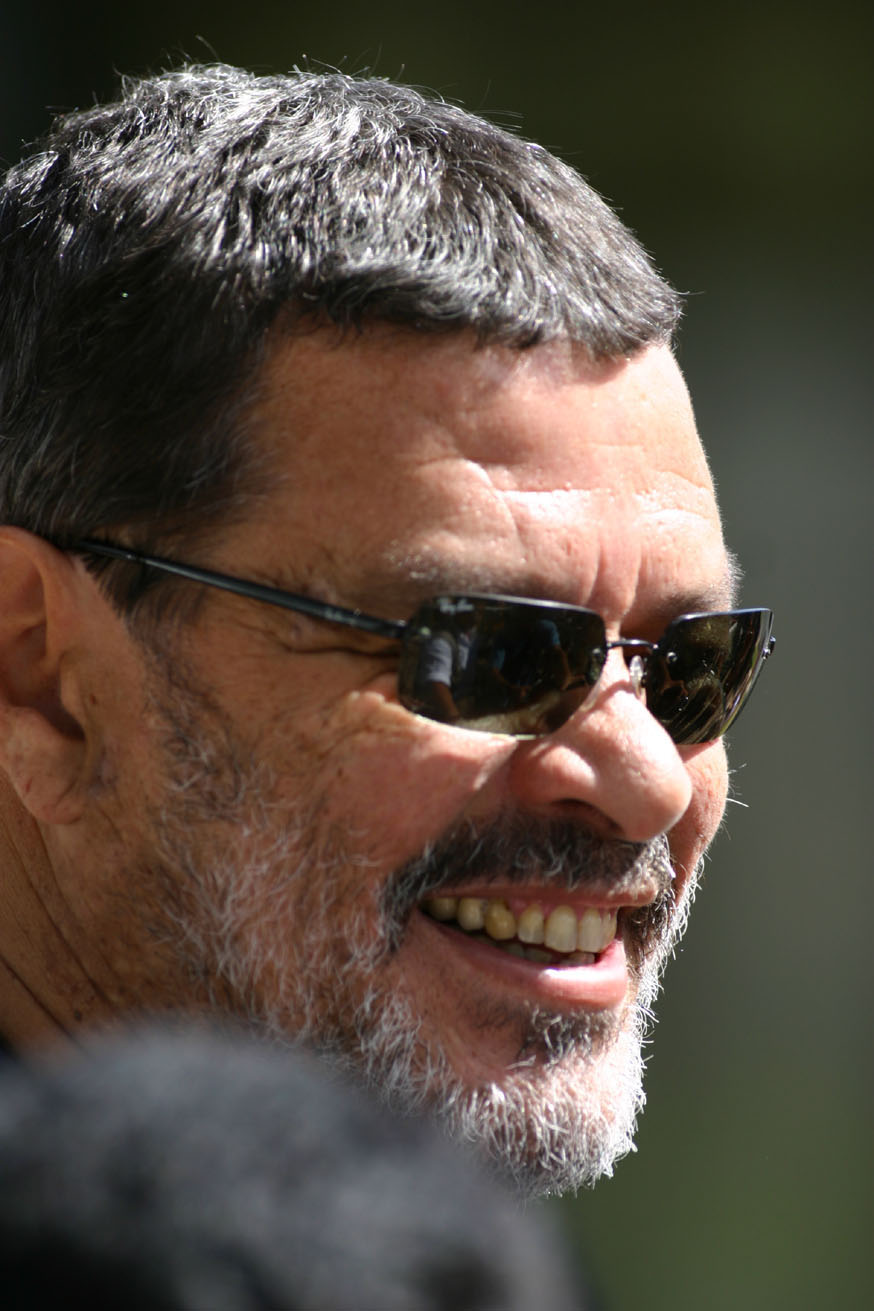
Sócrates był zawodnikiem „Violi” przez jeden sezon

W 1980 roku klub został sprzedany Flaviowi Pontello, który razem ze swoją rodziną szybko dokonał zmiany hymnu i herbu drużyny. Decyzja ta doprowadziła do wielu skarg ze strony fanów włoskiej drużyny, jednak Pontello kupił do Fiorentiny także wielu cenionych piłkarzy – Francesca Grazianiego i Eralda Pecciego z Torino FC, Daniela Bertoniego z Sevilli, Danielego Massaro z Monzy i młodego Pietra Vierchowoda z Sampdorii. W 1981 roku nowym trenerem zespołu został Giancarlo De Sisti, który w sezonie 1981/1982 zdobył z Fiorentiną wicemistrzostwo Włoch. „Viola” przez długi okres zajmowała w ligowej tabeli pierwsze miejsce i straciła je dopiero w ostatniej kolejce sezonu. W niej Fiorentina bez leczącego kontuzję Giancarla Antognoniego zremisowała 0:0 z Cagliari Calcio, a w spotkaniu tym nie został uznany prawidłowo zdobyty gol Francesca Grazianiego. „Fioletowi” stracili w ten sposób mistrzostwo kraju na rzecz Juventusu, który po bramce Liama Brady’ego z rzutu karnego wygrał 1:0 z US Catanzaro. Sytuacja ta rozpoczęła konflikt na linii Fiorentina–Juventus, który trwa do dziś. W kolejnych dwóch latach „Viola” zajęła w tabeli pierwszej ligi kolejno piąte i trzecie miejsce. Następnie rozpoczął się okres, w którym Fiorentina bardzo dobre miejsca w lidze przeplatała ze słabymi występami i pozycjami w środku tabeli. Do zespołu zostali sprowadzeni między innymi Ramón Díaz oraz młody Roberto Baggio, jednak następnie w klubie zaczęły narastać problemy ekonomiczne. Flavio Pontello postanowił zrezygnować z funkcji prezesa i sprzedać klub.

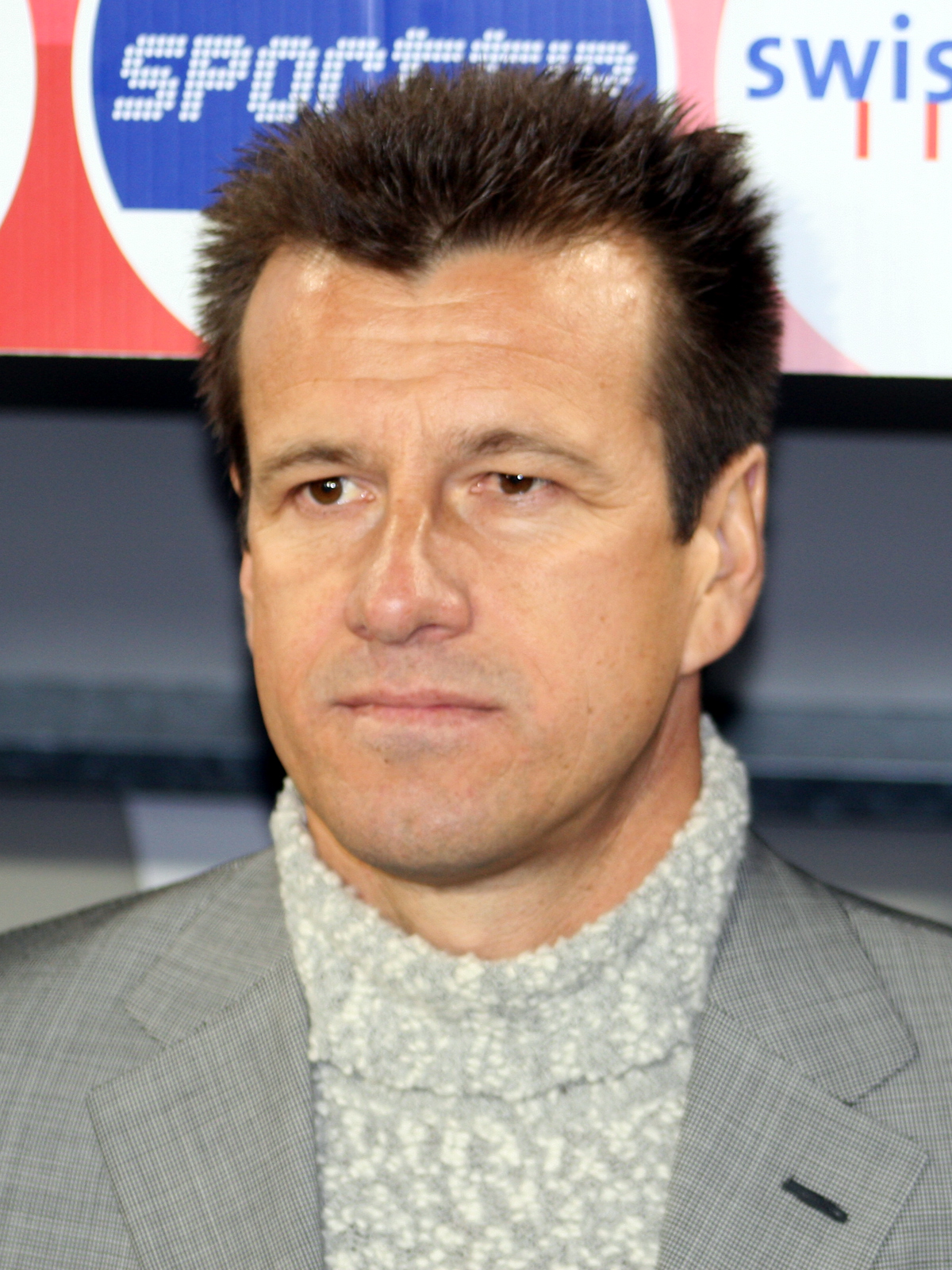
Dunga rozegrał dla Fiorentiny ponad 100 pojedynków w Serie A

Fiorentina nie była w stanie włączyć się do walki o mistrzostwo Włoch i zajmowała miejsca w środku tabeli. Problemy finansowe drużyny okazały się na tyle poważne, że z klubu musiało zostać sprzedanych wielu piłkarzy, między innymi Daniela Passarellę, Giovanniego Gallego i Danielego Massaro. W sezonie 1989/1990 „Viola” walczyła tylko o utrzymanie w Serie A, jednak zdecydowanie lepiej radziła sobie w Pucharze UEFA. W pierwszej rundzie piłkarze Fiorentiny po serii rzutów karnych zapewnili sobie zwycięstwo z Atlético Madryt i awans do 1/16 finału. W niej spotkali się z FC Sochaux-Montbéliard, jednak oba pojedynki między tymi zespołami zakończyły się remisami. O awansie znów musiały zadecydować rzuty karne, które zakończyły się zwycięstwem Fiorentiny. W trzeciej rundzie „Viola” wyeliminowała Dynamo Kijów, z którym wygrała 1:0 na Stadio Comunale i zremisowała 0:0 na wyjeździe. W ćwierćfinale Fiorentina dwukrotnie pokonała 1:0 AJ Auxerre, a w półfinale dzięki różnicy bramek strzelonych na wyjeździe okazała się lepsza od Werderu Brema. W finale rozgrywek „Gigliati” spotkali się z Juventusem. Mecz w Turynie zakończył się wygraną „Starej Damy” 3:1, w rewanżu we Florencji padł wynik 0:0 i triumfatorem Pucharu UEFA został Juventus. Przed Mistrzostwami Świata we Włoszech z Fiorentiny sprzedano Roberta Baggio, który trafił właśnie do Juventusu. Doprowadziło to do fali protestów ze strony kibiców, w efekcie czego prezes klubu, Lorenzo Righetti, zrezygnował z zajmowanego przez siebie stanowiska.

### Spadek do drugiej ligi, odrodzenie i kolejne sukcesy

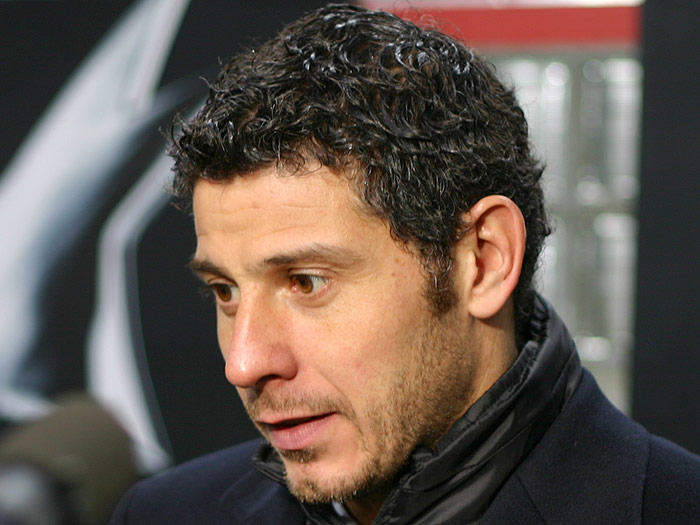
Francesco Toldo przez osiem lat rozegrał dla „Violi” 266 ligowych meczów, po czym w 2001 roku został sprzedany do Interu Mediolan

W 1990 roku nowym prezesem klubu został Mario Cecchi Gori, natomiast nowym trenerem – Sebastião Lazaroni. Brazylijczyk z roli szkoleniowca został jednak zastąpiony już w 1991 roku przez Luigiego Radicego. W sezonach 1990/1991 oraz 1991/1992 Fiorentina zajmowała w Serie A dwunaste miejsca. W 1991 roku do klubu kupiono Gabriela Batistutę, a nazwę stadionu zmieniono na Stadio Artemio Franchi. W 1992 roku drużynę „Fioletowych” zasilili natomiast między innymi doświadczeni Stefan Effenberg, Fabrizio Di Mauro i Brian Laudrup. Na placu Santa Croce zorganizowano prezentację zespołu, na którą przybyło mnóstwo kibiców. Fani drużyny pokupowali tysiące karnetów na zbliżający się sezon 1992/1993 licząc na włączenie się Fiorentiny do walki o mistrzostwo Włoch. Klub oraz nowi zawodnicy zupełnie jednak zawiedli i „Gigliati” zajmując w lidze szesnaste miejsce spadli do Serie B. Z drużyny odeszło wielu podstawowych zawodników, natomiast nowym trenerem Fiorentiny został Claudio Ranieri. Klub z Florencji zwyciężył rozgrywki drugiej ligi w sezonie 1993/1994 i powrócił do Serie A. Do zespołu sprowadzono między innymi Portugalczyka Rui Costę z SL Benfica i Brazylijczyka Márcia Santosa z Girondins Bordeaux. 5 listopada 1993 roku zmarł prezes Fiorentiny Mario Cecchi Gori, którego na stanowisku zastąpił jego syn – Vittorio. Sezon 1994/1995 klub zakończył na dziesiątej pozycji w tabeli.

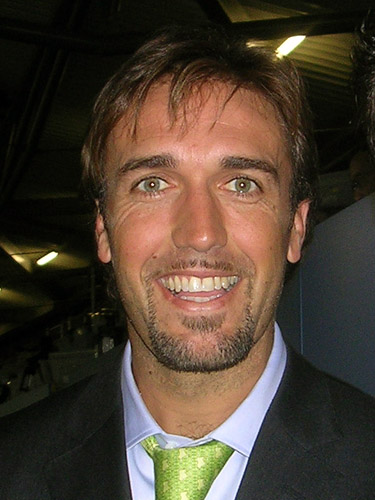
Gabriel Batistuta zdobył dla Fiorentiny 168 bramek w 269 ligowych spotkaniach

Odrodzenie Fiorentiny nastąpiło w sezonie 1995/1996. Drużyna po raz pierwszy od dwunastu lat zajęła w Serie A miejsce na podium kończąc rozgrywki na trzeciej lokacie. Klub wywalczył też Puchar Włoch, a w finałowym dwumeczu pokonał 3:0 Atalantę Bergamo. Radość na stadionie trwała do godziny czwartej nad ranem, a na obiekcie było zgromadzonych 40 tysięcy widzów. Fiorentina udany rok 1996 zakończyła zdobyciem Superpuchar Włoch, a w finale rozegranym na San Siro pokonała po dwóch golach Gabriela Batistuty 2:1 mistrza kraju – AC Milan. Następnie Fiorentina rozpoczęła rywalizację w Pucharze Zdobywców Pucharów. W pierwszej rundzie pokonała Glorię Bystrzyca remisując 1:1 na wyjeździe i wygrywając 1:0 u siebie. Następnie „Viola” wyeliminowała Spartę Praga – zwyciężyła 2:1 na Stadio Comunale i zremisowała 1:1 na Stadionie Letná. W ćwierćfinale Fiorentina pokonała SC Braga zwyciężając 2:0 w Portugalii i przegrywając 0:1 we Włoszech. W półfinale podopieczni Claudia Ranieriego spotkali się z Barceloną. Pojedynek na Camp Nou zakończył się remisem 1:1, jednak na Stadio Comunale Barcelona wygrała 2:0 i awansowała do finału, w którym pokonała później Paris Saint-Germain. W 1997 roku nastąpiła zmiana na stanowisku szkoleniowca Fiorentiny – Claudio Ranieri został zastąpiony przez Alberta Malesaniego. W sezonie 1997/1998 „Viola” zajęła w lidze piąte miejsce. Prezes Cecchi Gori oczekiwał jednak sukcesów, dlatego też zwolnił Malesaniego i zastąpił go Giovannim Trapattonim. Podczas rozgrywek 1998/1999 Fiorentina długo zajmowała pierwszą pozycję w tabeli, jednak ostatecznie uplasowała się dopiero na trzeciej lokacie. Pozwoliło jej to na awans do Ligi Mistrzów po 30 latach przerwy. „Gigliati” rozpoczęli rywalizację w Champions League od trzeciej rundy eliminacyjnej, w której pokonali w dwumeczu 5:1 Widzew Łódź. W pierwszej rundzie grupowej Fiorentina uplasowała się na drugiej pozycji za Barceloną, wyprzedziła Arsenal FC i AIK Fotboll. W drugiej rundzie grupowej zajęła trzecie miejsce za Manchesterem United i Valencią i odpadła z rozgrywek. Ligowe zmagania „Viola” zakończyła na siódmej lokacie, a po ich zakończeniu działacze klubu sprzedali swojego najlepsza strzelca w historii – Gabriela Batistutę do Romy.

### Bankructwo klubu

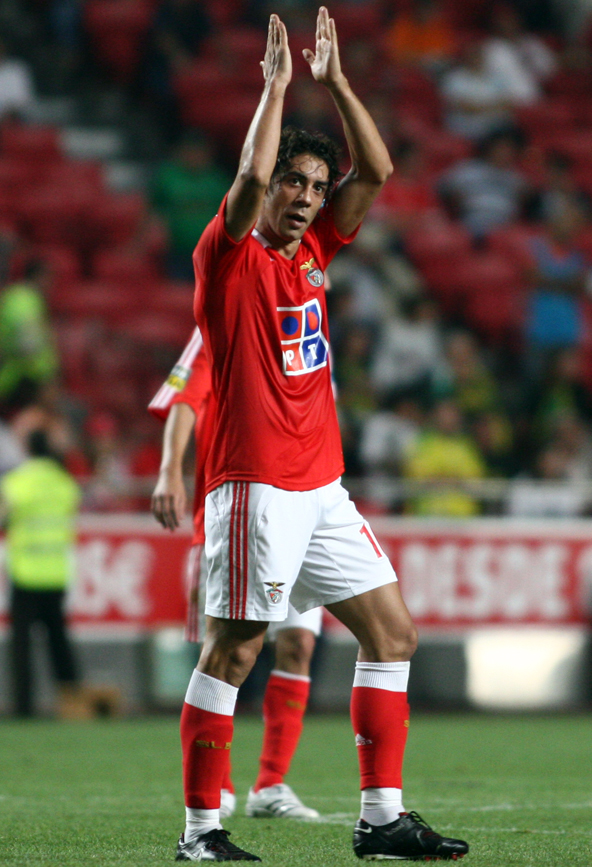
Rui Costa po ogłoszeniu bankructwa Fiorentiny został sprzedany do Milanu

Sezon 2000/2001 Fiorentina rozpoczęła pod wodzą Turka Fatiha Terima, który już w lutym 2001 roku zakończył pracę w klubie. Nowy dyrektor zespołu – Mario Sconcerti mimo uchybień regulaminowych na stanowisko trenera zatrudnił Roberta Manciniego. Drużyna zajęła w lidze dziewiąte miejsce, wywalczyła jednak szósty w historii klubu Puchar Włoch wygrywając w dwumeczu z Parmą. W pojedynku na Stadio Ennio Tardini „Fioletowi” zwyciężyli 1:0 po bramce Paola Vanoliego, natomiast na własnym boisku zremisowali 1:1 po golu Nuno Gomesa. Następnie ujawniono fatalny stan finansowy zespołu, jego długi sięgały 50 milionów dolarów, a prezes Vittorio Cecchi Gori spłacił tylko niewielką część tej sumy. Przed rozpoczęciem sezonu 2001/2002 Fiorentina wysprzedała wielu swoich podstawowych zawodników, wśród nich znaleźli się między innymi Francesco Toldo i Rui Costa. Na Stadio Comunale pozostał między innymi Enrico Chiesa, jednak w piątej kolejce doznał kontuzji, która wyeliminowała go z gry do końca rozgrywek. Na stanowisku trenera Roberta Manciniego zastąpił Ottavio Bianchi, następnie szkoleniowcem znowu został Luciano Chiarugi, jednak zmiany te nie pomogły Fiorentinie. „Viola” w tabeli Serie A zajęła dopiero siedemnaste miejsce i spadła do drugiej ligi, a oprócz tego przegrała w Superpucharze Włoch z Romą.
1 sierpnia 2002 roku Włoski Związek Piłki Nożnej nie przyjął znajdującej się w fatalnej sytuacji Fiorentiny do rozgrywek drugiej ligi i zdegradował ją do Serie C2. Kierownictwo „Fioletowych” zmieniło nazwę klubu na Florentia Viola i sprzedała wszystkich oprócz Angela Di Livio podstawowych piłkarzy. Zespołowi udało się zająć pierwsze miejsce w czwartej lidze, a napastnik Christian Riganò zdobył 30 goli. Następnie działacze drużyny zmienili jej nazwę na ACF Fiorentina. W sierpniu działacze włoskiego związku przeprowadzili reorganizację Serie B, zwiększyli liczbę grających w niej drużyn z 20 do 24 i przywrócili do niej Genoę, Catanię, Salernitanę oraz Cosenzę. Cosenza nie zgłosiła się jednak do rozgrywek, a kierownictwo włoskiego związku do drugiej ligi przesunęło Fiorentinę, która miała grać o jedną klasę rozgrywek niżej. W sezonie 2003/2004 „Fioletowi” zajęli w Serie B szóste miejsce i dzięki wygraniu baraży z Perugią Calcio powrócili do pierwszej ligi. Najpierw „Gigliati” pokonali rywali 1:0, a następnie zremisowali 1:1. Autorem obu trafień dla Fiorentiny był Enrico Fantini. W 2004 roku nowym prezesem zespołu został Diego Della Valle – biznesmen, który przedstawił burmistrzowi Florencji, Leonardowi Domeniciemu, najkorzystniejszą ofertę spośród wszystkich inwestorów.

### Stabilizacja

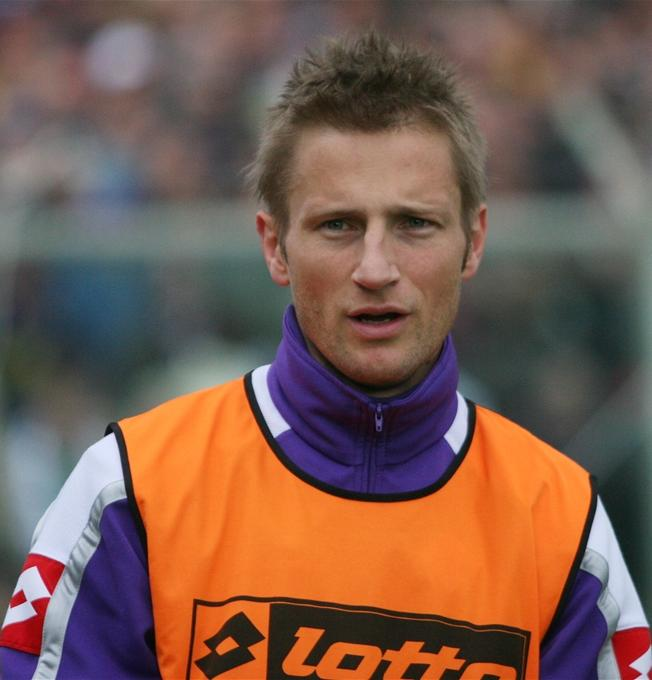
Martin Jørgensen został graczem „Violi” po zakończeniu Mistrzostw Europy 2004, na których razem ze swoją reprezentacją dotarł do ćwierćfinału

Fiorentina rozpoczęła sezon 2004/2005 od przegranej 0:1 z Romą. Przed zakończeniem 2004 roku klub zajmował w tabeli siódme miejsce, jednak od początku 2005 roku zaczął grać o wiele gorzej i spadł do strefy spadkowej. 23 stycznia nowym trenerem drużyny został Dino Zoff. Fiorentina zapewniła sobie utrzymanie w lidze dopiero w ostatniej kolejce, w której wygrała 3:0 z Brescią Calcio. „Viola” uplasowała się na szesnastej pozycji i tylko dzięki lepszej sytuacji bramkowej wyprzedziła Parmę oraz Bolognę, które musiały rozegrać między sobą baraż o utrzymanie. Przed rozpoczęciem sezonu 2005/2006, 10 czerwca 2005 roku nowym szkoleniowcem Fiorentiny został Cesare Prandelli. Do klubu sprowadzono między innymi napastnika Lukę Toniego z US Palermo oraz bramkarza Sébastiena Freya z Parmy. Fiorentina stworzyła silny skład opierający się na takich zawodnikach jak Frey, Dario Dainelli, Tomáš Ujfaluši, Alessandro Gamberini, Cristian Brocchi, Martin Jørgensen, Adrian Mutu, Toni czy młodzi Riccardo Montolivo i Giampaolo Pazzini. „Fioletowi” w końcowej tabeli Serie A zajęli czwarte miejsce i wywalczyli sobie prawo startu w eliminacjach Ligi Mistrzów. Luca Toni z 31 golami na koncie został królem strzelców rozgrywek i pobił tym samym rekord wszech czasów pod względem liczby strzelonych bramek w jednym sezonie Serie A. Sam klub ustanowił natomiast rekord pod względem liczby wygranych meczów (22) oraz wygranych meczów na własnym stadionie (16). Fiorentina została jednak oskarżona o udział w aferze Calciopoli związanej z ustawianiem meczów.

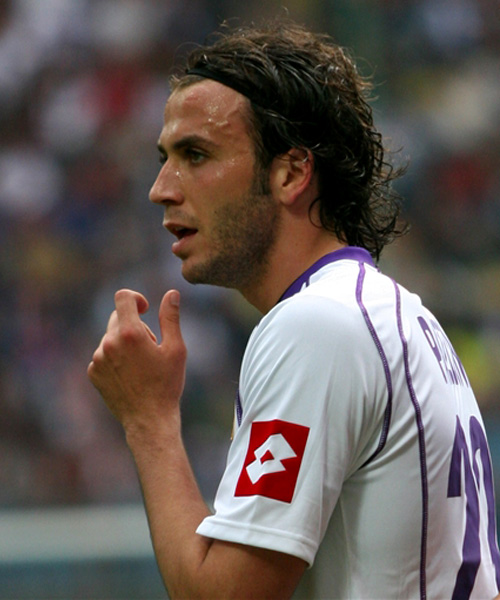
Giampaolo Pazzini w 2005 roku kosztował kierownictwo Fiorentiny ponad sześć milionów euro

14 lipca 2006 roku decyzją trybunału sportowego „Violę” zdegradowano do Serie B i ukarano dwunastoma ujemnymi punktami na starcie rozgrywek oraz zakazem występów w kolejnej edycji Ligi Mistrzów. Działacze Fiorentiny odwołali się od tej decyzji i karę zmieniono – sąd apelacyjny włoskiej federacji piłkarskiej anulował degradację i ukarał klub 19 ujemnymi punktami na starcie kolejnego sezonu Serie A. Decyzja o pozbawieniu możliwości startu w Champions League została podtrzymana. 27 października 2006 roku Sąd Arbitrażowy zdecydował o zmniejszeniu kary dla Fiorentiny do 15 karnych punktów. 30 marca 2007 roku komisja odwoławcza CONI oczyściła „Fioletowych” ze wszystkich zarzutów, lecz punkty, które im odebrano nie zostały zwrócone. Mimo kary punktowej i zamieszania spowodowanego całą tą sprawą sezon 2006/2007 Fiorentina zakończyła na szóstym miejscu w Serie A i zapewniła sobie prawo startu w Pucharze UEFA. Adrian Mutu i Luca Toni strzelili po 16 bramek stając się jednym z najskuteczniejszych duetów napastników w tegorocznych rozgrywkach. Występy w Pucharze UEFA 2007/2008 „Gigliati” rozpoczęli od wyeliminowania FC Groningen po rzutach karnych, bowiem dwa poprzednie spotkania zakończyły się remisami 1:1. Fiorentina rozpoczęła zatem rywalizację w rundzie grupowej i wspólnie z Villarrealem i AEK-iem Ateny awansowała do 1/16 finału. W niej „Viola” wygrała w dwumeczu 3:1 z Rosenborg BK, a następnie wyeliminowała Everton F.C. po rzutach karnych. W ćwierćfinale zespół z Florencji spotkał się z PSV Eindhoven, z którym najpierw wygrał 2:0, później zremisował 1:1.

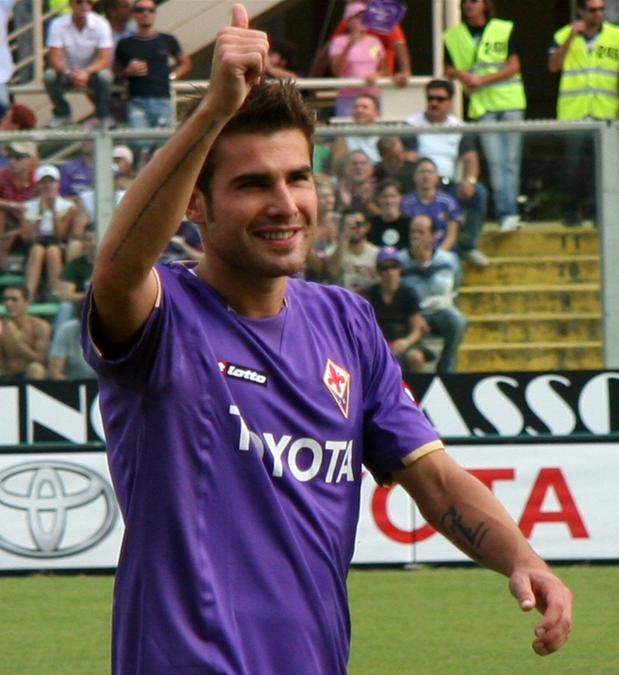
Adrian Mutu trafił do Fiorentiny w 2006 roku z Juventusu

W półfinale Fiorentina trafiła na Rangers. Zarówno mecz w Szkocji, jak i we Włoszech zakończył się bezbramkowym remisem, jednak Rangersi wygrali 4:2 w serii rzutów karnych i wyeliminowali „Fioletowych”. W lidze Fiorentina zajęła czwarte miejsce i zapewniła sobie prawo startu w eliminacjach Ligi Mistrzów. Kibice klubu za nienaganność i entuzjazm zostali nagrodzeni tytułem „Viola Fair”, natomiast Cesare Prandelli otrzymał „Złotą Ławkę”. Prezydent UEFA Michel Platini podał styl rządzenia klubem i zachowanie kibiców jako przykład do naśladowania. Latem 2008 roku zespół był jednym z najaktywniejszych na rynku transferowym. Na Stadio Artemio Franchi sprowadzono między innymi Juana Manuela Vargasa, Stevana Joveticia i Alberta Gilardino, który razem z Adrianem Mutu stworzył jeden z najlepszych duetów napastników w lidze. Fiorentinę opuścili za to między innymi Fabio Liverani, Christian Vieri i Tomáš Ujfaluši. W Champions League Fiorentina zajęła trzecie miejsce w rundzie grupowej i zgodnie z zasadami rozpoczęła rywalizację w Pucharze UEFA. Z tych rozgrywek Fiorentina została jednak wyeliminowana w 1/16 finału przez Ajax Amsterdam, z którym najpierw przegrała 0:1, a następnie zremisowała 1:1. Od początku ligowych zmagań „Fioletowi” włączyli się do walki o miejsce dające awans do europejskich pucharów. Rywalizację w Serie A rozpoczęli od remisu 1:1 z Juventusem po golu Alberta Gilardino w 89. minucie. Ostatecznie w lidze zajęli czwarte miejsce i zapewnili sobie prawo startu w eliminacjach Ligi Mistrzów. 24 września 2009 roku z funkcji prezesa klubu zrezygnował Andrea Della Valle. Na początku 2010 roku z Florencji odeszli Dario Dainelli i Martin Jørgensen, a nowym kapitanem zespołu został Riccardo Montolivo. 29 stycznia 2010 roku napastnik Fiorentiny – Adrian Mutu otrzymał pozytywny wynik testów dopingowych. W jego organizmie wykryto sibutraminę, którą zawierają leki odchudzające. Testy zostały przeprowadzone po ligowym pojedynku z Bari oraz rewanżowym spotkaniu Pucharu Włoch z S.S. Lazio. W dwumeczu z rzymskim zespołem Rumun strzelił 2 gole, a Fiorentina zwyciężyła 3:2. Włoski Trybunał Antydopingowy nałożył na zawodnika karę 9-miesięcznej dyskwalifikacji. Fiorentina rozgrywki Serie A 2009/2010 zakończyła na 11. pozycji i nie uzyskała awansu do europejskich pucharów. W Lidze Mistrzów dotarli do 1/8 finału, w którym zostali wyeliminowani przez Bayern Monachium różnicą goli strzelonych na wyjeździe. W pierwszym spotkaniu wygranym przez niemiecką drużynę 2:1, zwycięskiego gola z pozycji spalonej (w 89 minucie spotkania) zdobył Miroslav Klose. Postawę sędziego skrytykował wówczas między innymi kapitan Fiorentiny – Riccardo Montolivo oraz sam szef FIFA Sepp Blatter. W sezonie 2010/11 Fiorentina pozyskała m.in. Artura Boruca, Harisa Seferovicia, Alessio Cerciego oraz Adema Ljajicia. W czerwcu 2010 roku ogłoszono następcę Cesare Prandelliego. Nowym trenerem zespołu został Serb Siniša Mihajlović. Rozgrywki ligowe Viola zakończyła na dziewiątym miejscu. W kolejnym sezonie 2011/12 do klubu przybyli: Valon Behrami, Matija Nastasić, Mattia Cassani i Andrea Lazzari. Natomiast zespół opuścili: Sebastien Frey, Adrian Mutu, Gaetano D’Agostino oraz Matthias Lepiller. W grudniu ze stanowiska trenera zwolniono Mihajlovicia i zatrudniono Delio Rossiego. Pod wodzą nowego trenera Fiorentina zakończyła sezon na 13. miejscu. W 2012 roku po raz kolejny zmieniono trenera kluby. Nowym szkoleniowcem został Vincenzo Montella. Do klubu zostali sprowadzeni: Amauri, Ruben Olivera, Mounir El Hamdaoui, Emiliano Viviano, Alberto Aquilani, David Pizarro, Stefan Savić oraz Luca Toni.
Klub opuścili wtedy m.in.: Alessandro Gamberini, Valon Behrami, Alessio Cerci, Riccardo Montolivo oraz Haris Seferović. W zimowym okienku transferowym klub pozyskał hiszpańskiego napastnika Villarreal CF Giuseppe Rossiego oraz polskiego pomocnika Legii Warszawa Rafała Wolskiego. Ponadto klub zasilił na zasadzie wypożyczenia Mohamed Sissoko. Fiorentina zakończyła sezon na czwartym miejscu i tym samym po kilku latach zapewniła sobie baraże o Ligę Europejską.

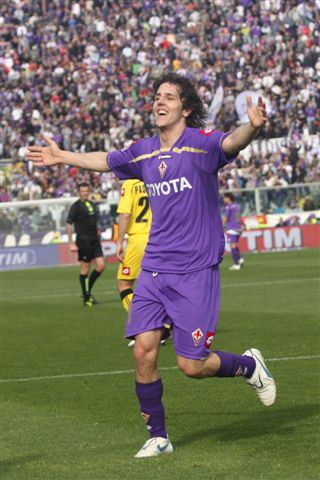
Stevan Jovetić przybył do Fiorentiny w 2008 roku. W barwach Violi rozegrał 116 spotkań strzelając 35 goli

W letnim okienku transferym uprzedzającym sezon 2013/14 Viola dokonała wiele ciekawych transferów. Pozyskała: Joaquina, Massimo Ambrosiniego oraz niemieckiego super strzelca Maria Gomeza. Do Manchesteru City został sprzedany najlepszy snajper drużyny Stevan Jovetić, zaś do AS Romy odszedł Adem Ljajić.

## Sukcesy

### Trofea międzynarodowe
| \| \| Zdobyte trofea w rozgrywkach międzynarodowych (stan na: 29-05-2024) \| |                                                                     |      |            |
| Rozgrywki                                                                    | Osiągnięcie                                                         | Razy | Sezon(y)   |
| · Liga Mistrzów · (Puchar Europy)                                            | zdobywca                                                            | 0    |            |
| · Liga Mistrzów · (Puchar Europy)                                            | finalista                                                           | 1    | 1957       |
| · Liga Europy · (Puchar UEFA)                                                | zdobywca                                                            | 0    |            |
| · Liga Europy · (Puchar UEFA)                                                | finalista                                                           | 1    | 1990       |
| · Liga Konferencji                                                           | zdobywca                                                            | –    |            |
| · Liga Konferencji                                                           | finalista                                                           | 2    | 2023, 2024 |
| · Puchar Zdobywców                                                           | zdobywca                                                            | 1    | 1961       |
| · Puchar Zdobywców                                                           | finalista                                                           | 1    | 1962       |
| · Superpuchar UEFA                                                           | zdobywca                                                            | 0    |            |
| · Superpuchar UEFA                                                           | finalista                                                           | 0    |            |
| · Puchar Intertoto                                                           | zdobywca                                                            | 0    |            |
| · Puchar Intertoto                                                           | finalista                                                           | 0    |            |
| · Puchar Miast Targowych                                                     | zdobywca                                                            | 0    |            |
| · Puchar Miast Targowych                                                     | finalista                                                           | 0    |            |
| FIFA                                                                         | Zdobyte trofea w rozgrywkach międzynarodowych (stan na: 29-05-2024) |      |            |

### Trofea krajowe
| \| \| Zdobyte trofea w rozgrywkach Włoch (stan na: 17-05-2017) \| |                                                          |      |                                    |
| Rozgrywki                                                         | Osiągnięcie                                              | Razy | Sezon(y)                           |
| · Mistrzostwo                                                     | I miejsce                                                | 2    | 1956, 1969                         |
| · Mistrzostwo                                                     | II miejsce                                               | 5    | 1957, 1958, 1959, 1960, 1982       |
| · Mistrzostwo                                                     | III miejsce                                              | 5    | 1935, 1962, 1977, 1984, 1999       |
| · Puchar                                                          | zdobywca                                                 | 6    | 1940, 1961, 1966, 1975, 1996, 2001 |
| · Puchar                                                          | finalista                                                | 4    | 1958, 1960, 1999, 2023             |
| · Superpuchar                                                     | zdobywca                                                 | 1    | 1996                               |
| · Superpuchar                                                     | finalista                                                | 1    | 2001                               |
| II liga                                                           | I miejsce                                                | 3    | 1931, 1939, 1994                   |
| II liga                                                           | II miejsce                                               | 0    |                                    |
| II liga                                                           | III miejsce                                              | 0    |                                    |
| Włochy                                                            | Zdobyte trofea w rozgrywkach Włoch (stan na: 17-05-2017) |      |                                    |

- Serie C2:
  - mistrz (1x): 2002/03

### Inne trofea
- Coppa Grasshoppers:
  - zdobywca (1x): 1957
- Puchar Mitropa:
  - zdobywca (1x): 1962
  - finalista (1x): 1966
- Puchar Ligi Anglo-Włoskiej:
  - zdobywca (1x): 1975

## Poszczególne sezony
Źródło: RSSSF

## Obecny skład
Stan na 31 stycznia 2023
| Nr | Poz. | Piłkarz                          |
| -- | ---- | -------------------------------- |
| 1  | BR   | Pietro Terracciano               |
| 2  | OB   | Dodô                             |
| 3  | OB   | Cristiano Biraghi (kapitan)      |
| 4  | OB   | Nikola Milenković (4. kapitan)   |
| 5  | PO   | Giacomo Bonaventura (3. kapitan) |
| 7  | NA   | Luka Jović                       |
| 8  | PO   | Riccardo Saponara                |
| 9  | NA   | Arthur Cabral                    |
| 10 | PO   | Gaetano Castrovilli              |
| 11 | NA   | Jonathan Ikoné                   |
| 15 | OB   | Aleksa Terzić                    |
| 16 | OB   | Luca Ranieri                     |
| 22 | NA   | Nicolás González                 |

| Nr | Poz. | Piłkarz                      |
| -- | ---- | ---------------------------- |
| 23 | OB   | Lorenzo Venuti (wicekapitan) |
| 28 | OB   | Lucas Martínez Quarta        |
| 31 | BR   | Michele Cerofolini           |
| 32 | PO   | Alfred Duncan                |
| 34 | PO   | Sofyan Amrabat               |
| 38 | PO   | Rolando Mandragora           |
| 42 | PO   | Alessandro Bianco            |
| 56 | BR   | Salvatore Sirigu             |
| 72 | PO   | Antonín Barák                |
| 77 | PO   | Josip Brekalo                |
| 98 | OB   | Igor                         |
| 99 | NA   | Christian Kouamé             |

### Piłkarze na wypożyczeniu
| Nr | Poz. | Piłkarz                                                |
| -- | ---- | ------------------------------------------------------ |
|    | OB   | Lorenzo Cellai (w Virtus Verona do 30 czerwca 2023)    |
|    | OB   | Christian Dalle Mura (w SPAL do 30 czerwca 2023)       |
|    | OB   | Eduard Duțu (w Gubbio do 30 czerwca 2023)              |
|    | OB   | Gabriele Ferrarini (w Modena do 30 czerwca 2023)       |
|    | OB   | Filippo Frison (w Fiorenzuola do 30 czerwca 2023)      |
|    | OB   | Edoardo Pierozzi (w Como do 30 czerwca 2023)           |
|    | OB   | Jacob Rasmussen (w Feyenoord do 30 czerwca 2023)       |
|    | PO   | Vittorio Agostinelli (w Cosenza do 30 czerwca 2023)    |
|    | PO   | Marco Benassi (w Cremonese do 30 czerwca 2023)         |
|    | PO   | Giovanni Corradini (w Pro Vercelli do 30 czerwca 2023) |
|    | PO   | Mwtia Fiorini (w Fiorenzuola do 30 czerwca 2023)       |

| Nr | Poz. | Piłkarz                                                |
| -- | ---- | ------------------------------------------------------ |
|    | PO   | Toni Fruk (w Gorica do 30 czerwca 2023)                |
|    | PO   | Youssef Maleh (w Lecce do 30 czerwca 2023)             |
|    | PO   | Niccolò Pierozzi (w Reggina do 30 czerwca 2023)        |
|    | PO   | Abdelhamid Sabiri (w Sampdori do 30 czerwca 2023)      |
|    | PO   | Szymon Żurkowski (w Spezi do 30 czerwca 2023)          |
|    | NA   | Destiny Egharevba (w Fiorenzuola do 30 czerwca 2023)   |
|    | NA   | Gabriele Gori (w Reggina do 30 czerwca 2023)           |
|    | NA   | Aleksandr Kokorin (w Aris Limassol do 30 czerwca 2023) |
|    | NA   | Louis Munteanu (w Farul Konstanca do 30 czerwca 2023)  |
|    | NA   | Samuele Spalluto (w Novara do 30 czerwca 2023)         |

### Zastrzeżone numery
| Nr | Poz. | Piłkarz                     |
| -- | ---- | --------------------------- |
| 13 | OB   | Davide Astori (pośmiertnie) |

## Piłkarze
Zwycięzcy mistrzostw świata
- Pedro Petrone – MŚ 1930

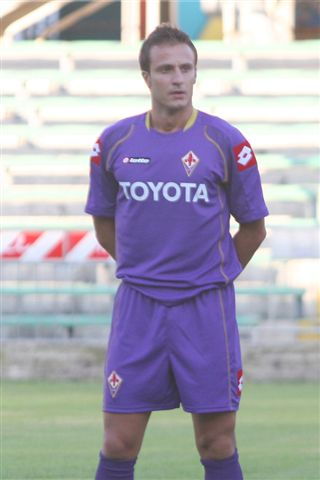
Alberto Gilardino

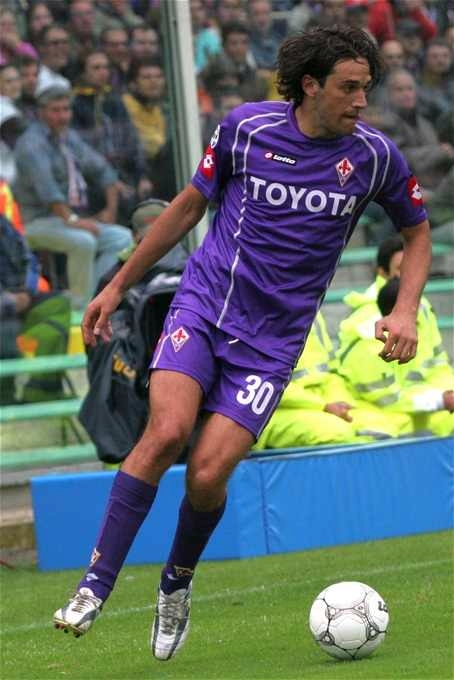
Luca Toni

- Mario Pizziolo – MŚ 1934
- Daniel Passarella – MŚ 1978
- Daniel Bertoni – MŚ 1978
- Giancarlo Antognoni – MŚ 1982
- Francesco Graziani – MŚ 1982
- Giovanni Galli – MŚ 1982
- Pietro Vierchowod – MŚ 1982
- Daniele Massaro – MŚ 1982
- Dunga – MŚ 1994
- Márcio Santos – MŚ 1994
- Luca Toni – MŚ 2006
- Alberto Gilardino – MŚ 2006

Zwycięzcy mistrzostw Europy
- Giancarlo De Sisti – Euro 1968
- Brian Laudrup – Euro 1992
- Zisis Wrizas – Euro 2004

Mistrzowie olimpijscy
- Mario Piccini – IO 1936
- Sergio Negro – IO 1936

Królowie strzelców Serie A
- Pedro Petrone – 25 goli w sezonie 1931/1932
- Aurelio Milani – 22 gole w sezonie 1961/1962[99]
- Alberto Orlando – 17 goli w sezonie 1964/1965[100]
- Gabriel Batistuta – 26 goli w sezonie 1994/1995
- Luca Toni – 31 goli w sezonie 2005/2006

## Prezesi
| Lp. | Imię i nazwisko      | Okres urzędowania | Okres urzędowania |
| --- | -------------------- | ----------------- | ----------------- |
| 1.  | markiz Luigi Ridolfi | 1926              | 1942              |
| 2.  | Scipione Picchi      | 1942              | 1945              |
| 3.  | Arrigo Paganelli     | 1945              | 1946              |
| 4.  | Igino Cassi          | 1946              | 1947              |
| 5.  | Ardelio Allori       | 1947              | 1948              |
| 6.  | Carlo Antonini       | 1948              | 1951              |
| 7.  | Enrico Befani        | 1951              | 1951              |
| 8.  | Enrico Longinotti    | 1961              | 1965              |
| 9.  | Nello Baglini        | 1965              | 1971              |
| 10. | Ugolino Ugolini      | 1971              | 1977              |
| 11. | Rodolfo Melloni      | 1977              | 1979              |
| 12. | Enrico Martellini    | 1979              | 1980              |

| Lp. | Imię i nazwisko      | Okres urzędowania | Okres urzędowania |
| --- | -------------------- | ----------------- | ----------------- |
| 13. | Ranieri Pontello     | 1980              | 1986              |
| 14. | Pier Cesare Baretti  | 1986              | 1987              |
| 15. | Lorenzo Righetti     | 1987              | 1990              |
| 16. | Mario Cecchi Gori    | 1990              | 1993              |
| 17. | Vittorio Cecchi Gori | 1993              | 2002              |
| 18. | Ugo Poggi            | 2002              | 2002              |
| 19. | Ottavio Bianchi      | 2002              | 2002              |
| 20. | Gino Salica          | 2002              | 2004              |
| 21. | Andrea Della Valle   | 2004              | 2009              |
| 22. | Mario Cognigni       | 2009              | 2019              |
| 23. | Andrea Della Valle   | 2009              | 2019              |

## Trenerzy

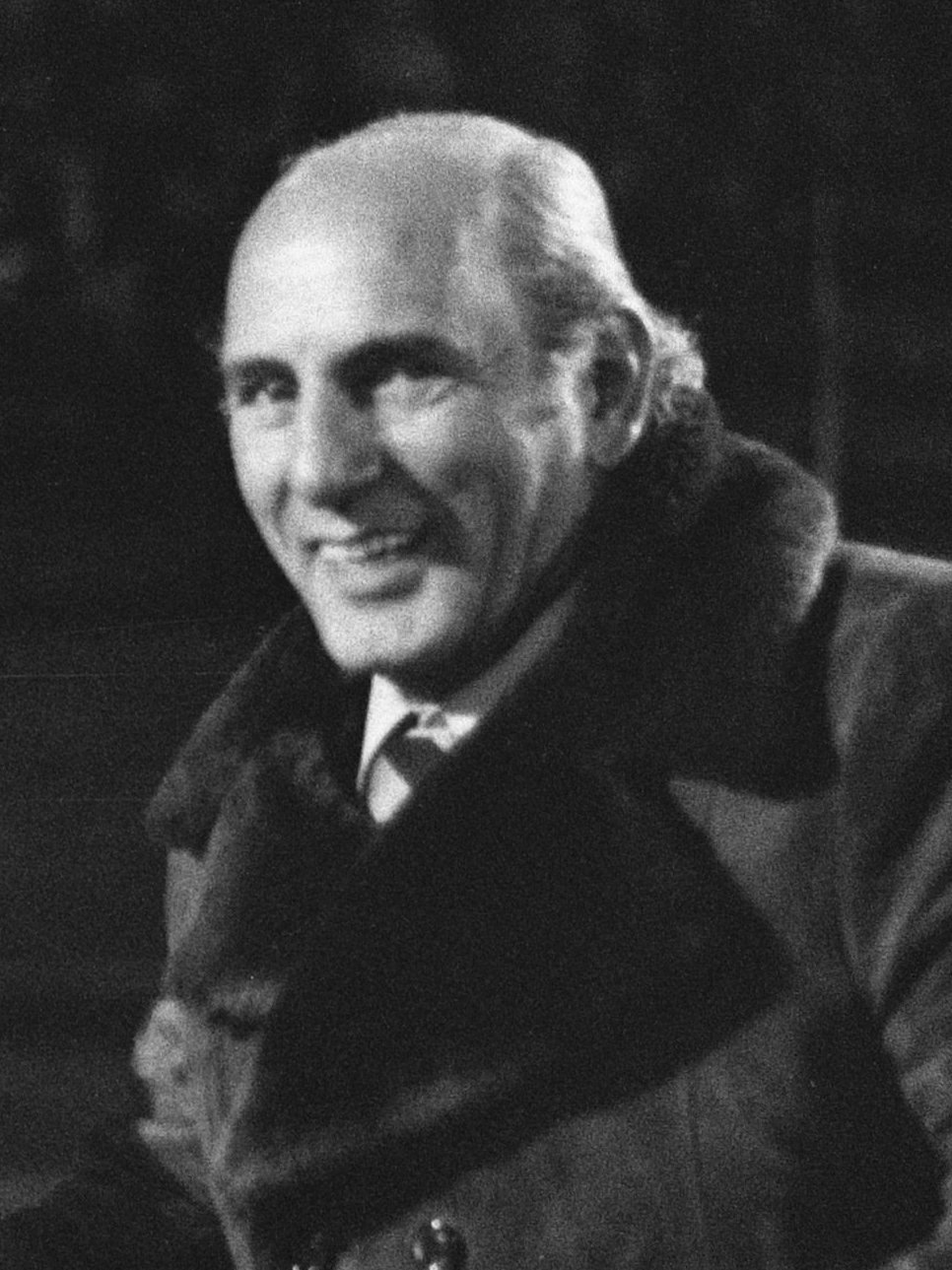
Fulvio Bernardini – trener klubu w latach 1953–1958

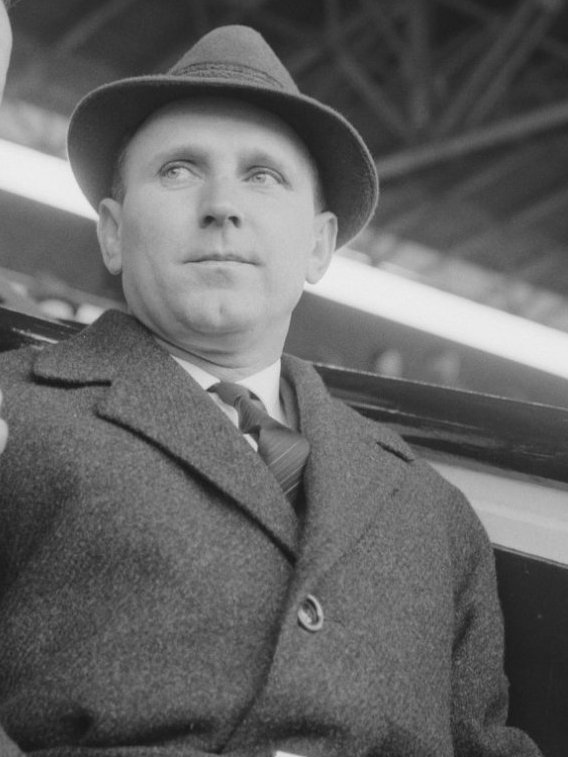
Nándor Hidegkuti – trener klubu w latach 1960–1962

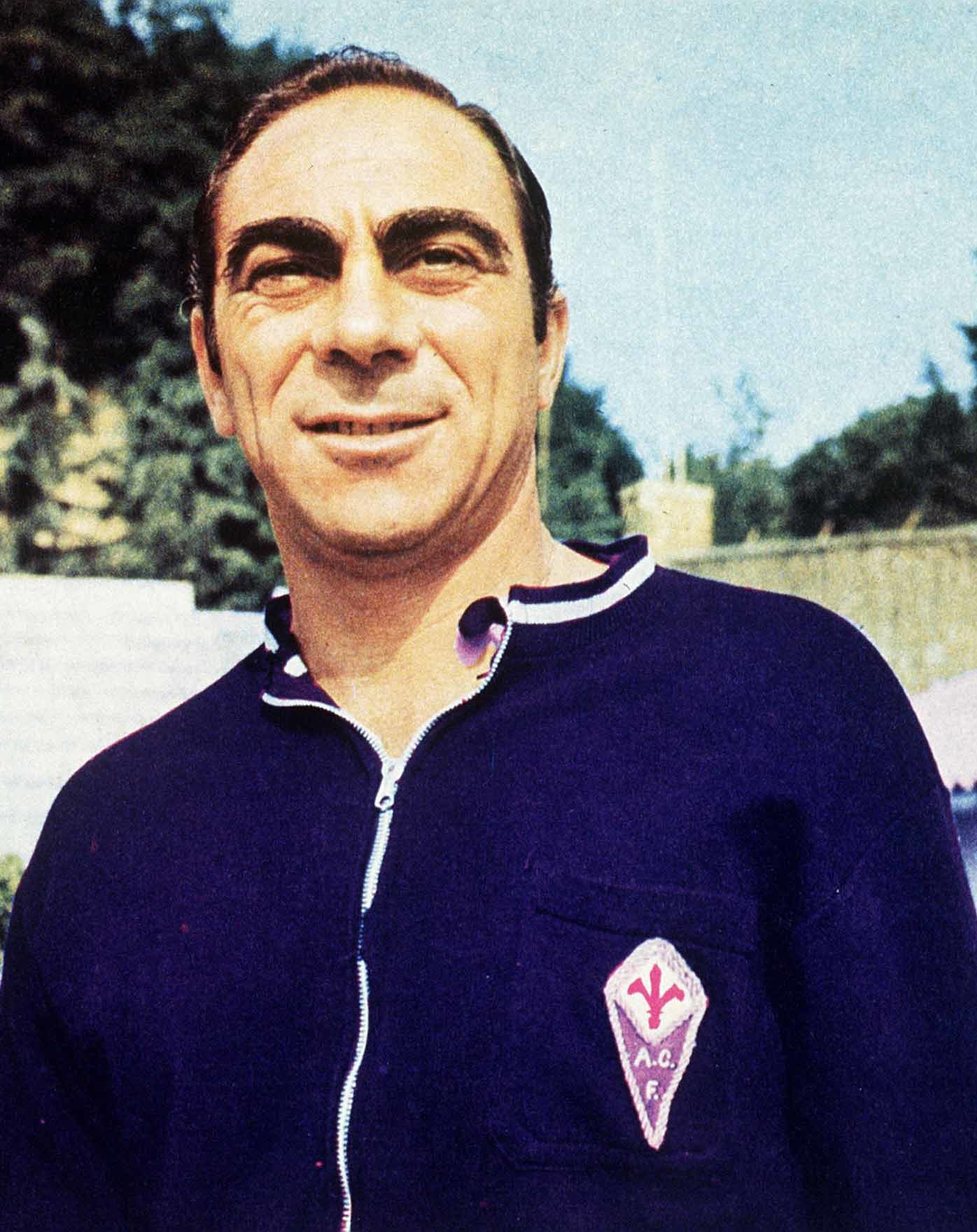
Bruno Pesaola – trener klubu w latach 1968–1971

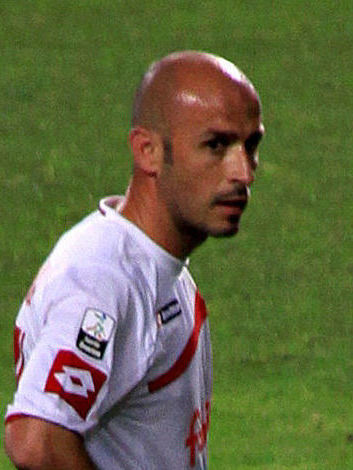
Vincenzo Italiano – trener klubu od 2021

Lista trenerów Klubu
| Lp. | Imię i nazwisko               | Okres urzędowania | Okres urzędowania |
| --- | ----------------------------- | ----------------- | ----------------- |
| 1.  | Károly Csapkay                | 1926              | 1928              |
| 2.  | Károly Csapkay Gyula Feldmann | 1928              | 1930              |
| 3.  | Gyula Feldmann                | 1930              | 1931              |
| 4.  | Hermann Felsner               | 1931              | 1933              |
| 5.  | William Rady                  | 1933              | 1933              |
| 6.  | Ferenc Ging                   | 1933              | 1934              |
| 7.  | Guido Ara                     | 1934              | 1937              |
| 8.  | Ottavio Baccani               | 1937              | 1938              |
| 9.  | Ferenc Molnar                 | 1938              | 1938              |
| 10. | Rudolf Soutschek              | 1938              | 1939              |
| 11. | Giuseppe Galluzzi             | 1939              | 1945              |
| 12. | Guido Ara                     | 1946              | 1946              |
| 13. | Renzo Magli                   | 1946              | 1947              |
| 14. | Imre Senkey                   | 1947              | 1947              |
| 15. | Luigi Ferrero                 | 1947              | 1951              |
| 16. | Renzo Magli                   | 1951              | 1953              |
| 17. | Fulvio Bernardini             | 1953              | 1958              |
| 18. | Lajos Czeizler                | 1958              | 1959              |
| 19. | Luigi Ferrero                 | 1959              | 1959              |
| 20. | Luis Carniglia                | 1959              | 1960              |
| 21. | Giuseppe Chiappella           | 1960              | 1960              |
| 22. | Nándor Hidegkuti              | 1960              | 1962              |
| 23. | Ferruccio Valcareggi          | 1962              | 1964              |
| 24. | Giuseppe Chiappella           | 1964              | 1967              |
| 25. | Luigi Ferrero                 | 1967              | 1968              |
| 26. | Andrea Bassi                  | 1968              | 1968              |
| 27. | Bruno Pesaola                 | 1968              | 1971              |
| 28. | Oronzo Pugliese               | 1971              | 1971              |
| 29. | Nils Liedholm                 | 1971              | 1973              |
| 30. | Luigi Radice                  | 1973              | 1974              |
| 31. | Nereo Rocco                   | 1974              | 1975              |
| 32. | Carlo Mazzone                 | 1975              | 1977              |
| 33. | Mario Mazzoni                 | 1977              | 1978              |
| 34. | Giuseppe Chiappella           | 1978              | 1978              |
| 35. | Paolo Carosi                  | 1978              | 1981              |
| 36. | Giancarlo De Sisti            | 1981              | 1985              |
| 37. | Ferruccio Valcareggi          | 1985              | 1985              |
| 38. | Aldo Agroppi                  | 1985              | 1986              |
| 39. | Eugenio Bersellini            | 1986              | 1987              |
| 40. | Sven-Göran Eriksson           | 1987              | 1989              |
| 41. | Bruno Giorgi                  | 1989              | 1990              |
| 42. | Francesco Graziani            | 1990              | 1990              |
| 43. | Sebastião Lazaroni            | 1990              | 1991              |
| 44. | Luigi Radice                  | 1991              | 1993              |
| 45. | Aldo Agroppi                  | 1993              | 1993              |
| 46. | Luciano Chiarugi              | 1993              | 1993              |
| 47. | Claudio Ranieri               | 1993              | 1997              |
| 48. | Alberto Malesani              | 1997              | 1998              |
| 49. | Giovanni Trapattoni           | 1998              | 2000              |
| 50. | Fatih Terim                   | 2000              | 2001              |
| 51. | Luciano Chiarugi              | 2001              | 2001              |
| 52. | Roberto Mancini               | 2001              | 2001              |
| 53. | Ottavio Bianchi               | 2001              | 2002              |
| 54. | Luciano Chiarugi              | 2002              | 2002              |
| 55. | Eugenio Fascetti              | 2002              | 2002              |
| 56. | Pietro Vierchowod             | 2002              | 2002              |
| 57. | Alberto Cavasin               | 2002              | 2003              |
| 58. | Emiliano Mondonico            | 2003              | 2004              |
| 59. | Sergio Buso                   | 2004              | 2005              |
| 60. | Dino Zoff                     | 2005              | 2005              |
| 61. | Cesare Prandelli              | 2005              | 2010              |
| 62. | Siniša Mihajlović             | 2010              | 2011              |
| 63. | Delio Rossi                   | 2011              | 2012              |
| 64. | Vincenzo Montella             | 2012              | 2015              |
| 65. | Paulo Sousa                   | 2015              | 2017              |
| 66. | Stefano Pioli                 | 2017              | 2019              |
| 67. | Vincenzo Montella             | 2019              | 2019              |
| 68. | Giuseppe Iachini              | 2019              | 2020              |
| 69. | Cesare Prandelli              | 2020              | 2021              |
| 70. | Giuseppe Iachini              | 2021              | 2021              |
| 71. | Vincenzo Italiano             | 2021              | obecnie           |

## Stadion

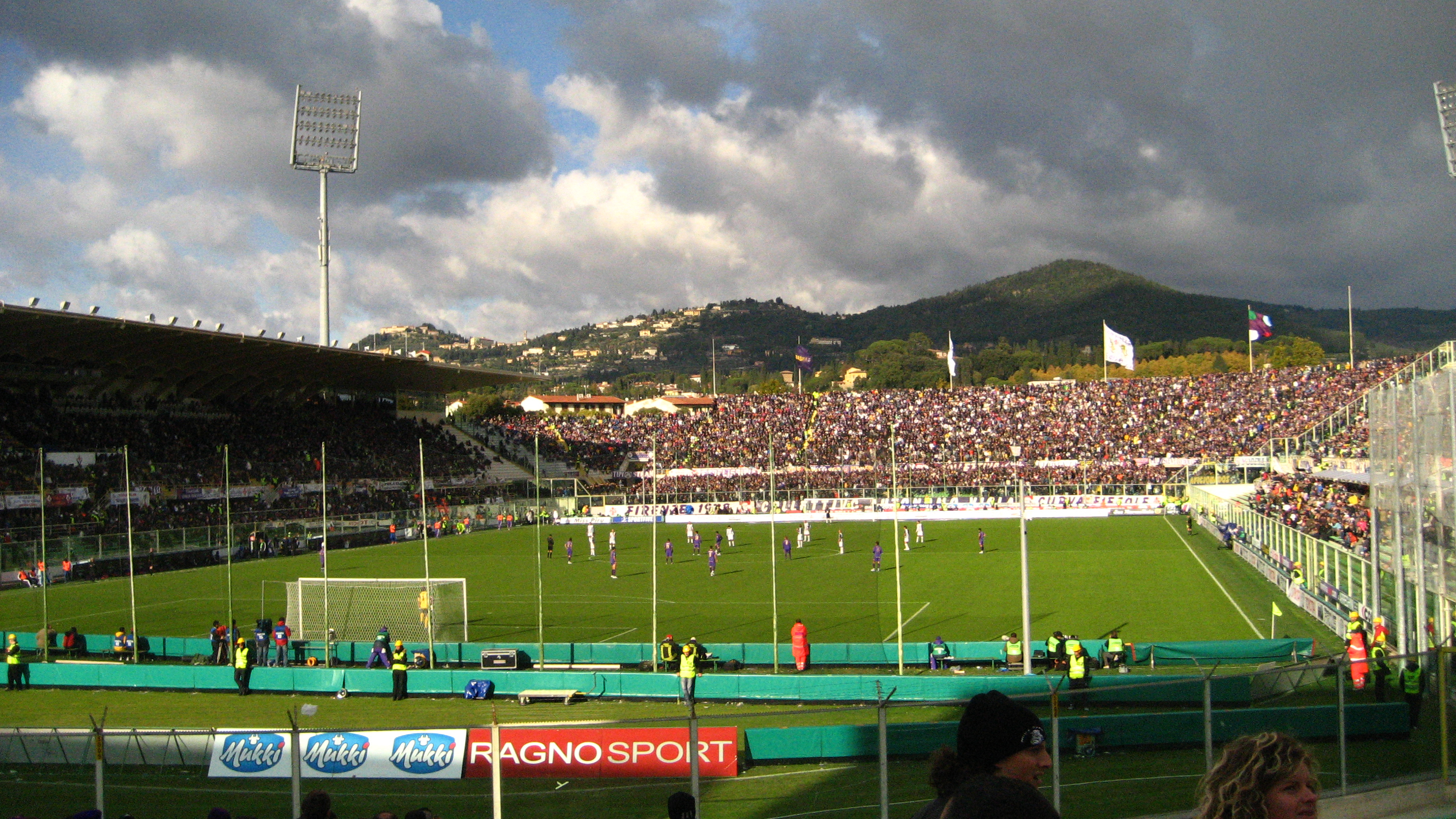
Stadio Artemio Franchi

Fiorentina domowe mecze rozgrywa na Stadio Artemio Franchi. Obiekt był budowany od 1930 roku i oddany do użytku w 1931 roku, natomiast pierwszy mecz rozegrano na nim 13 września. Projektantem obiektu był Pier Luigi Nervi. Stadion mieści się we Florencji, niecałe pięć kilometrów od zjazdu z autostrady A1 Mediolan–Neapol. Obiekt może pomieścić 47 495 widzów i jest podzielony na pięć trybun – Fiesole, Ferrovia, Maraton, trybuna główna i trybuna honorowa. Stadion liczy łącznie 145 miejsc prasowych, 32 556 odkrytych i 13 932 zadaszonych. Wymiary boiska piłkarskiego to 105 × 68 metrów. Najwięcej kibiców było obecnych na spotkaniu Fiorentiny z Interem, które odbyło się 25 listopada 1984 roku. Wówczas na trybunach znajdowało się 58 271 osób. Stadio Artemio Franchi było jedną z aren Mistrzostw Świata 1990. W przeszłości obiekt był wielokrotnie przebudowywany, między innymi bieżnię lekkoatletyczną zastąpiono dodatkową trybuną. Do 1991 roku stadion nosił nazwę „Stadio Comunale”, później nazwano go imieniem Artemia Franchiego – byłego prezesa klubu i Włoskiego Związku Piłki Nożnej.

## Kibice

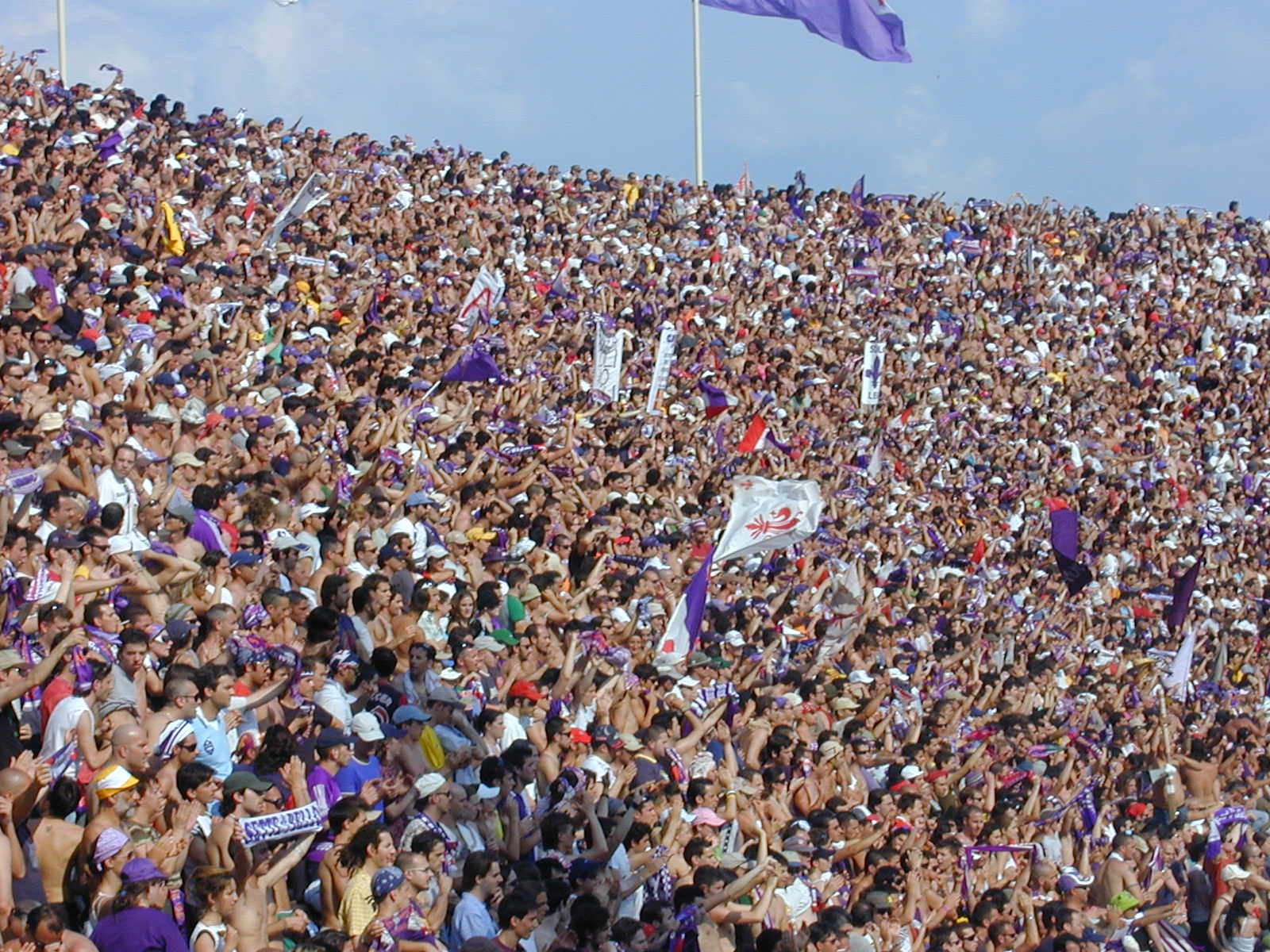
Kibice z ugrupowania Curva Fiesole

Fani Fiorentiny podzieleni są na dwie główne grupy kibicowskie – Curva Fiesole i Curva Marione. Grupy te nie współpracują ze sobą, obie dopingują swoją drużynę oddzielnie. Początkowo kibice „Violi” byli zjednoczeni w grupie Curva Fiesole, jednak ze względu na zamieszanie z meczowymi karnetami w 1994 roku została utworzone Curva Ferrovia. Fani klubu są apolityczni, wcześniej wyznawali poglądy lewicowe. W skład ugrupowania Curva Fiesole wchodzą między innymi licząca najwięcej członków Colletivo Autonomo Viola, a także Settebello i Vieusseux. Curva Ferrovia to takie organizacje jak Onda d’urto (poprzednio Alcool Camp) i Direttivo.
Za największych wrogów kibice Fiorentiny uważają takie kluby jak Juventus F.C., AS Roma, Inter Mediolan i SSC Napoli. Fani zespołu nie lubią się również ze zwolennikami Milanu, S.S. Lazio, Bologni, Salernitany Calcio, Genoi, Sieny, Pisy Calcio i US Palermo. Większość tych konfliktów spowodowanych jest różnicą poglądów, zwłaszcza politycznych, bowiem kibice „Fioletowych” na ogół nie tolerują między innymi drużyn, których fani wyznają poglądy prawicowe.
Kibice Fiorentiny znajdują się w dobrych stosunkach z kilkoma innymi włoskimi klubami. Wśród nich są między innymi Torino FC i Hellas Werona, fani których podobnie jak kibice „Violi” są w konflikcie ze zwolennikami Juventusu. Oprócz tego fani Fiorentiny mają zgodę z AS Livorno Calcio, Modeną i mniej znanymi US Catanzaro i Valdelsa FC. Fani „Fioletowych” są także w dobrych stosunkach z wielokrotnym mistrzem Portugalii – Sportingiem.

## Sponsorzy

### Sponsorzy i partnerzy w sezonie 2021/2022[105]
| Przedsiębiorstwo               | Funkcja                                             |
| ------------------------------ | --------------------------------------------------- |
| Mediacom                       | Sponsor główny                                      |
| Kappa                          | Sponsor techniczny                                  |
| prima Agenzia Assicurativa     | Sponsor (strój meczowy)                             |
| estra                          | Sponsor (strój meczowy)                             |
| SYNLAB                         | Partner zdrowotny                                   |
| DAZN                           | Oficjalny partner medialny                          |
| EA Sports                      | Oficjalny partner (gry wideo)                       |
| FRECCIAROSSA                   | Oficjalny partner (transport)                       |
| Montezemolo                    | Oficjalny partner modowy                            |
| OlyBetTV                       | Oficjalny partner informacyjno-rozrywkowy           |
| Planet Pay 365                 | Oficjalny partner w zakresie usług wartości dodanej |
| PROGRAM Lasciati guidare       | Oficjalny partner wynajmu samochodów                |
| Sammontana Gelati All’italiana | Oficjalny partner (lody)                            |
| ticketone                      | Oficjalny partner biletowy                          |
| Tomket Tires                   | Oficjalny partner w zakresie opon                   |

| Przedsiębiorstwo  | Funkcja                               |
| ----------------- | ------------------------------------- |
| Trentino          | Oficjalny partner (obozy treningowe)  |
| Val di Fassa      | Oficjalny partner (obozy treningowe)  |
| Aqua Santa Croce  | Oficjalny dostawca wody               |
| BIANCHIeNARDI     | Oficjalny dostawca                    |
| Brandini          | Oficjalny dostawca                    |
| Probios Biologico | Oficjalny dostawca                    |
| Rinascente        | Oficjalny dostawca (sklepy luksusowe) |
| Snep              | Oficjalny dostawca                    |
| StilliSolutions   | Oficjalny dostawca                    |
| VANGI             | Oficjalny dostawca                    |
| Italfimet         | Partner biznesowy                     |
| LEM               | Partner biznesowy                     |
| MACUZ             | Partner biznesowy                     |
| MB Elettronica    | Partner biznesowy                     |
| SICURITALIA       | Partner biznesowy                     |
| ZO Working        | Partner biznesowy                     |

## Inne
- PG Fiorentina Libertas
- CS Firenze
- Firenze FBC
- Florence FC 1898
- Itala FC
- Juventus FBC
- Ponte Rondinella Marzocco